# Egon Hohenlohe-Waldenburg-Schillingsfürst
Egon Karl Hohenlohe-Waldenburg-Schillingsfürst (3. února 1853 Benátky – 10. září 1896 Gorizia) byl rakouský šlechtic z rodu Hohenlohů a politik z Gorice a Gradišky,v 2. polovině 19. století poslanec Říšské rady.

## Biografie
Jeho otcem byl princ Egon Hohenlohe, který zemřel roku 1865. Byl nadporučíkem v záloze. V mládí se věnoval vojenské kariéře. Byl rytmistrem u 13. dragounského regimentu. Pak z armády odešel. 8. ledna 1877 se v Praze oženil. Jeho manželkou se stala hraběnka Marie Kounicová. Žil zčásti v Gorici, zčásti na svém zámku v Sagradu. Od roku 1879 měl titul komořího. Byl prezidentem zemského vlasteneckého pomocného spolku v Gorici. Od roku 1893 zastával též funkci prezidenta správní rady společnosti Jižní dráhy.
Působil i jako poslanec Říšské rady (celostátního parlamentu Předlitavska), kam usedl ve volbách roku 1885 za kurii velkostatkářskou v Gorici a Gradišce. Do parlamentu se vrátil v doplňovacích volbách roku 1895 za kurii městskou a obchodních a živnostenských komor v Gorici a Gradišce, obvod Gorice, Gradiška atd./Gorice. Nastoupil 22. října 1895 místo Franze Coroniniho-Cronberga. Poslancem byl do své smrti roku 1896, pak ho nahradil Francesco Marani. Ve volebním období 1885–1891 se uvádí jako princ Egon Hohenlohe-Waldenburg-Schillingsfürst, statkář, bytem Gorizia.
Na Říšské radě se po volbách v roce 1885 uváděl jako člen Klubu sjednocené levice, do kterého se spojilo několik ústavověrných proudů. V roce 1890 je ale uváděno, že v parlamentu zastupoval centristický Coroniniho klub. V roce 1895 při návratu na Říšskou radu byl opětovně pozván ke vstupu do Klubu liberálního středu (tzv. Coroniniho klub), ale dobový tisk uváděl, že na žádost svých voličů tento krok neučinil a zavázal se, že bude pracovat na ustavení samostatného italského poslaneckého klubu.
Zemřel v září 1896. Krátce před smrtí trávil čas na ozdravném pobytu v Benátkách. Pak odjel do Gorice, aby se zde setkal se svým známým, šlechticem a politikem Kazimírem Felixem Badenim. Na Badeniho, se kterým ho pojilo osobní přátelství, čekal v místním hotelu. 10. září ráno mu ještě do pokoje přinesli kávu, ale pak náhle zemřel.

## Potomci
- Albrecht (17. 11. 1877 Gorice – 15. 4. 1931 Velké Březno), manž. 1916 hraběnka Stephanie Bertha von Rumerskirch (7. 7. 1867 Větrný Jeníkov – 8. 6. 1940 Bolzano)[10]
- Alexandr (5. 9. 1879 Gorice – 25. 10. 1933 Praha), manž. 1913 Adele Edith Löw (10. 11. 1878 Olomouc – 1944), zahynula v Osvětimi[11][12][10]
- Věra (22. 5. 1882 Gorice – 1. 12. 1940 Praha), I. manž. 1903 hrabě Rudolf Černín z Chudenic a Morzinu (15. 2. 1881 Praha – 24. 3. 1928 Vídeň), rozvedli se roku 1920, II. manž. 1929 Karel Jan ze Schönbornu (28. 11. 1890 Praha – 31. 8. 1952 Mnichov)[10][13]